# Peter Koster
Peter Koster (* 1640 in Bremen; †  März 1710 in Bremen) war ein deutscher Schreib- und Rechenmeister sowie  Chronist.

## Leben
Koster war der Sohn von Arndt Koster und seiner Frau Bartje, die wahrscheinlich im Stephaniviertel in Bremen wohnten; in der St. Stephanikirche wurde er auch getauft. Er besuchte die Kirchspielschule. Seine breite Ausbildung in Mathematik und in Latein lassen vermuten, dass er die Lateinschule und vielleicht zeitweise das Gymnasium illustre besuchte. 1663 wurde er vom Vorsteher des Roten Waisenhauses (rote Kleider der Kinder) der St. Ansgariikirche zum Schulmeister berufen. Sein Rechenbuch Die Bremer Münze mit Anweisung zur Rechenkunst und Vergleichen von Münzen und Gewichten, 1664 geschrieben (etwa 120 Jahre nach Erscheinen der Rechenbücher von Adam Ries), war in mehreren Auflagen zirka 150 bis 180 Jahre im Gebrauch.
1667 wurde er Schulmeister im 1639 gegründeten Neustädter Kirchspiel St. Pauli. Schon 1668 aber wechselte er als nunmehr Schul- und Rechenmeister zur St. Ansgarii-Kirchgemeinde und heiratete in dieser Kirche im gleichen Jahr Anna Margaretha Wippermann, eine Schwester des Rechtsgelehrten Engelbert Wippermann. 1673 stellte er das zweibändige Werk der Abschrift der Johann Renner-Chronik als Chronica der Stadt Bremen fertig. Die Bremer Kirchenhistorie, ein weiteres Werk, blieb ungedruckt. 
Als eine „herausragende geistige Leistung“ wird seine Bremische Chronik des 17. Jahrhunderts bezeichnet. Mit den gesammelten Erfahrungen begann Koster in den 1670er-Jahren mit seinem bedeutenden Werk. Im Februar 1685 beendete er den ersten Teil dieser Chronik. Zeitgleich zur Renner-Chronik schrieb er eine 
Kurze Zusammenfassung der bremischen Geschichte, was sich Merckwürdiges alda von anno 788 bis auf anno 1600 begeben hat, aus Johannis Renneri geschriebener Bremer Chronica und anderen Verzeichnissen, samt einem kleinen Anhang von anno 1583, da Renner aufgehört hat bis 1600.
1700 schloss er die 800 Seiten umfassende Stadtchronik ab. Die Chronik wurde nicht veröffentlicht, sondern verblieb bei den Erben. Sie gelangte im 18. Jahrhundert in den Besitz von Senator Johann Gildemeister (1713–1776) und wurde von der Familie Gildemeister 1873 dem Staatsarchiv Bremen geschenkt. 2004 wurde das Werk gedruckt.
Seine Tochter Anna Margaretha heiratete 1687 den wohlhabenden Patrizier Hermann Baer. Koster heiratete 1702 nach dem Tod seiner ersten Frau erneut. Er blieb bis zu seinem Tod als Schulmeister aktiv. Begraben wurde er zu St. Ansgarii.

## Werke
- Neue wohlbegründete Bremer Münze, 1664. Neu bei Schünemann-Verlag, Bremen 1918/19 urn:nbn:de:gbv:46:1-4295
- Chronica der Stadt Bremen von 1583, Abschrift von 1673
- Kurze Zusammenfassung der bremischen Geschichte..., 1685
- Chronik der Kaiserlichen Freien Reichs- und Hansestadt Bremen 1600–1700. Edition Temmen, Bremen 2004, ISBN 3-86108-687-5.
- Übersetzung von Heinrich Kreftings Werk: Discursus de republica Bremen von 1602, um 1700
- Kurze Nachricht von den Kirchen, Schulen, Klöstern und Armenhäuser in der Stadt Bremen von 1702